# Стрейндж, Алфред
Алфред Генри Стрейндж (англ. Alfred Henry Strange; 2 апреля 1900 — октябрь 1978) — английский футболист, выступавший на позиции хавбека. Известен по выступлениям за английские клубы «Портсмут», «Порт Вейл», «Шеффилд Уэнсдей», «Брэдфорд Парк Авеню» и за национальную сборную Англии.

## Клубная карьера
Начал играть в футбол в команде «Мэрхей Коллиери» при каменноугольной шахте. 2 октября 1922 года стал игроком «Портсмута». 28 октября дебютировал за резервную команду «Портсмута», забив семь мячей в матче против «Рединга». 4 декабря 1922 года дебютировал в основном составе «Портсмута». За два сезона в составе «помпи» провёл 25 матчей и забил 16 голов, выступая на позиции центрфорварда. В сезоне 1923/24 помог «Портсмуту» выиграть Третий южный дивизион.
В октябре 1924 года перешёл в клуб Второго дивизиона «Порт Вейл» за 500 фунтов. В «Порт Вейле» Стрейндж играл в основном на позиции нападающего-инсайда, отличался «отличным контролем мяча» и «мощным ударом». В сезоне 1924/25 забил 7 голов в 33 матчах, в сезоне 1925/26 — 17 голов в 42 матчах (включая хет-трик в игре против «Клэптон Ориент» 2 января 1926 года и четыре гола в матче против «Блэкпула» 6 февраля 1926 года). В сезоне 1926/27 Стрейндж забил 5 голов в 28 матчах за «Порт Вейл». В общей сложности провёл за клуб 103 матча, в которых забил 29 голов.
В феврале 1927 года перешёл в клуб Первого дивизиона «Шеффилд Уэнсдей». Дебютировал за «сов» 19 февраля 1927 года в матче против «Сандерленда». 2 марта того же года забил свой первый гол за клуб в игре против «Эвертона». В 1929 году был переведён с позиции нападающего-инсайда на позицию правого хавбека, после чего его карьера «расцвела». Начиная с сезона 1928/29 стал ключевым игроком основного состава «Уэнсдей». Помог команде выиграть два чемпионских титула подряд в сезонах 1928/29 (42 матча, 5 голов) и 1929/30 (41 матч, 3 гола). В сезонах 1930/31, 1931/32 и 1932/33 «Уэнсдей» занимал третье место в чемпионате. В сезоне 1933/34 стал реже попадать в основной состав, а в сезоне 1934/35 провёл за команду только 1 официальный матч в чемпионате, не сыграв в Кубке Англии, который «Уэнсдей» выиграл в том сезоне. В общей сложности провёл в «Шеффилд Уэнсдей» восемь лет, сыграв 272 матча и забив 22 гола.
В мае 1935 года перешёл в клуб Второго дивизиона «Брэдфорд Парк Авеню». В сезоне 1935/36 провёл за команду 10 матчей в лиге.
В дальнейшем выступал за клубы нижних дивизионов «Рипли Таун», «Рали Сайклз» и «Коршем Юнайтед».

## Карьера в сборной
Провёл три матча за сборную Футбольной лиги Англии, после чего получил свой первый вызов в национальную сборную Англии. 5 апреля 1930 года дебютировал за сборную Англии в матче против сборной Шотландии на стадионе «Уэмбли». В следующем году в трёх матчах сборной был капитаном команды: в майских играх против Франции и Бельгии и в ноябрьской игре против Уэльса
6 декабря 1933 года провёл свой последний матч за сборную: это была товарищеская игра против Франции на стадионе «Уайт Харт Лейн». В общей сложности провёл за сборную Англии 20 матчей.

## После завершения карьеры
После окончания войны был главным тренером клуба Южной футбольной лиги «Бедфорд Таун» с апреля 1945 по январь 1947 года.
Также играл в крикет за крикетный клуб Мэрхей. После завершения карьеры футболиста жил в Рипли и занимался птицеводством.

## Достижения
Портсмут
- Победитель Третьего южного дивизиона: 1923/24

Шеффилд Уэнсдей
- Чемпион Англии (2): 1928/29, 1929/30
- Участник Суперкубка Англии: 1930[англ.]

Сборная Англии
- Победитель Домашнего чемпионата Британии: 1929/30, 1930/31 (разделённый титул), 1931/32

## Статистика выступлений
| Клуб                | Сезон            | Дивизион              | Лига | Лига | Кубок | Кубок | Прочие | Прочие | Итого | Итого |
| Клуб                | Сезон            | Дивизион              | Игры | Голы | Игры  | Голы  | Игры   | Голы   | Игры  | Голы  |
| ------------------- | ---------------- | --------------------- | ---- | ---- | ----- | ----- | ------ | ------ | ----- | ----- |
| Портсмут            | 1922/23          | Третий южный дивизион | 13   | 9    | 1     | 0     | 0      | 0      | 14    | 9     |
| Портсмут            | 1923/24          | Третий южный дивизион | 11   | 7    | 0     | 0     | 0      | 0      | 11    | 7     |
| Портсмут            | Итого            | Итого                 | 24   | 16   | 1     | 0     | 0      | 0      | 25    | 16    |
| Порт Вейл           | 1924/25          | Второй дивизион       | 30   | 4    | 3     | 3     | 0      | 0      | 33    | 7     |
| Порт Вейл           | 1925/26          | Второй дивизион       | 41   | 17   | 1     | 0     | 0      | 0      | 42    | 17    |
| Порт Вейл           | 1926/27          | Второй дивизион       | 24   | 4    | 4     | 1     | 0      | 0      | 28    | 5     |
| Порт Вейл           | Итого            | Итого                 | 95   | 25   | 8     | 4     | 0      | 0      | 103   | 29    |
| Шеффилд Уэнсдей     | 1926/27          | Первый дивизион       | 13   | 5    | 0     | 0     | 0      | 0      | 13    | 5     |
| Шеффилд Уэнсдей     | 1927/28          | Первый дивизион       | 15   | 0    | 2     | 0     | 0      | 0      | 17    | 0     |
| Шеффилд Уэнсдей     | 1928/29          | Первый дивизион       | 42   | 5    | 2     | 0     | 0      | 0      | 44    | 5     |
| Шеффилд Уэнсдей     | 1929/30          | Первый дивизион       | 41   | 3    | 6     | 0     | 0      | 0      | 47    | 3     |
| Шеффилд Уэнсдей     | 1930/31          | Первый дивизион       | 40   | 0    | 2     | 0     | 1      | 0      | 53    | 0     |
| Шеффилд Уэнсдей     | 1931/32          | Первый дивизион       | 40   | 3    | 5     | 0     | 0      | 0      | 45    | 3     |
| Шеффилд Уэнсдей     | 1932/33          | Первый дивизион       | 41   | 5    | 2     | 0     | 0      | 0      | 43    | 5     |
| Шеффилд Уэнсдей     | 1933/34          | Первый дивизион       | 20   | 1    | 0     | 0     | 0      | 0      | 20    | 1     |
| Шеффилд Уэнсдей     | 1934/35          | Первый дивизион       | 1    | 0    | 0     | 0     | 0      | 0      | 1     | 0     |
| Шеффилд Уэнсдей     | Итого            | Итого                 | 253  | 22   | 19    | 0     | 1      | 0      | 273   | 22    |
| Брэдфорд Парк Авеню | 1935/36          | Второй дивизион       | 10   | 0    | 0     | 0     | 0      | 0      | 10    | 0     |
| Всего за карьеру    | Всего за карьеру | Всего за карьеру      | 382  | 63   | 28    | 4     | 1      | 0      | 411   | 67    |